# Sprödhet

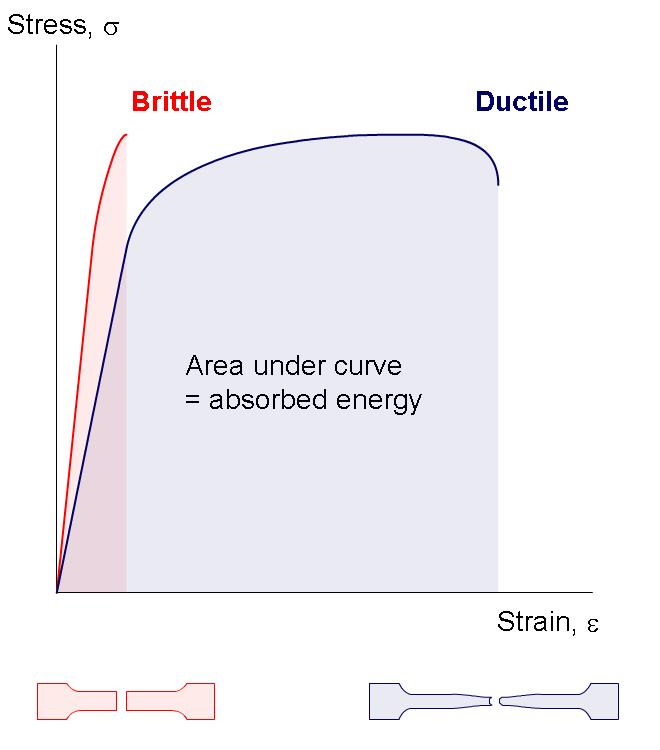
Spänning-töjnings-diagram: Den röda kurvan visar ett sprött material, den blåa ett segt material.

Sprödhet innebär att ett material bryter nära sin elastiska gränslast utan att deformeras plastiskt i större utsträckning. Det är motsatsen till seghet, där sega material i stor utsträckning deformeras plastiskt innan de bryter. Sprödhet är ett begrepp inom hållfasthetslära.
Glas är ett typiskt sprött material. Trä visar olika egenskaper, beroende av belastningsriktning (i förhållande till träets fiberriktning men också om drag- eller trycklaster appliceras). Vanligtvis så förhåller sig trä sprött under draglast men segt under trycklast. 